# Phillack
Phillack är en ort i civil parish Hayle, i distriktet Cornwall, i grevskapet Cornwall, i England. Phillack var en civil parish fram till 1894 när blev den en del av East Phillack och West Phillack. Civil parish hade 4 673 invånare år 1891. Phillack var ett distrikt 1894–1934 när blev den en del av West Penwith.